# Edinburgh National Society for Women's Suffrage
De Edinburgh National Society for Women's Suffrage was een leidende vrouwenrechtenorganisatie in Schotland.

## Geschiedenis
De Edinburgh Ladies' Emancipation Society was aan het begin van de negentiende eeuw de leidende vrouwenrechtenorganisatie in Edinburgh. Hier kwam een einde aan toen Eliza Wigham en Jane Wigham met een aantal vriendinnen de Edinburghse tak van de National Society for Women's Suffrage opzetten. Eliza en haar vriendin Agnes McLaren werden de secretarissen, Priscilla Bright McLaren werd de voorzitter en Elizabeth Pease werd de penningmeester.
Elsie Inglis, die in Edinburgh medicijnen studeerde, werd in de jaren 90 van de negentiende eeuw de secretaris van de organisatie Inglis speelde ook een rol in de vroege jaren van de Scottish Federation of Women's Suffrage Societies, waar ze honorair secretaris was van 1906 tot 1914.
Sarah Mair, die een belangrijke activiste was bij verschillende vrouwenrechtenorganisaties, waaronder de Edinburgh Ladies' Educational Association, werd de voorzitter van de organisatie in 1907.